# Kalla Halli, Hassan
Kalla Halli là một làng thuộc tehsil Hassan, huyện Hassan, bang Karnataka, Ấn Độ.